# Balástya
Balástya is een plaats (község) en gemeente in het Hongaarse comitaat Csongrád. Balástya telt 3624 inwoners (2001).